# Pierlorenzo Buzzelli
Pierlorenzo Buzzelli (Avezzano, 21 luglio 1990) è un pallavolista italiano, opposto nel Civita Castellana.

## Carriera

### Club
La carriera di Pierlorenzo Buzzelli comincia nelle giovanili del Trentino dove gioca dal 2005 al 2009; nella stagione 2009-10 passa al Chieti, mentre in quella successiva gioca per il Serapo Gaeta: entrambe le squadre militano in Serie B1.
Nella stagione 2011-12 fa il suo esordio nella pallavolo professionista venendo ingaggiato dall'Argos di Sora, in Serie A2, mentre nella stagione 2012-13 veste la maglia della neo-promossa Brolo, sempre in serie cadetta.
Passa quindi nell'annata 2013-14 alla Tuscania, in Serie B1, con cui conquista la promozione in Serie A2, categoria dove milita nella stagione successiva con la stessa società. Resta in serie cadetta anche per il campionato 2015-16, ritornando al club di Sora, e in quello 2016-17, nuovamente al club di Tuscania, con cui resta fino al termine della stagione 2019-20, annata in cui la squadra milita in Serie A3.
Per il campionato 2020-21 si accasa al Civita Castellana, in Serie B.